# خیس‌بروخ
خیس‌بروخ (به هلندی: Geesbrug) یک منطقهٔ مسکونی در هلند است که در کوفوردن واقع شده‌است. خیس‌بروخ ۷۲۰ نفر جمعیت دارد.